# サンコー薬品
サンコー薬品株式会社（サンコーやくひん）は、医薬品・衛生材料・の卸売を中心とする日本の企業であった。現在は東邦ホールディングスの一社「セイエル」である。地盤は鳥取県・島根県。

## 沿革
- 1925年（大正14年）12月 - 立川町4丁目129に「乾薬局」創業。
- 1951年（昭和26年）5月 -「株式会社乾薬局」設立（資本金80万円）。
- 1959年（昭和34年）3月 - 本社を鳥取市吉方に移転。
- 1967年（昭和42年）6月 - 本社を鳥取市御弓町に移転。
- 1972年（昭和47年）7月 - 倉吉営業所開設。
- 1978年（昭和53年）3月 - 塩野義製薬株式会社が全額出資し「乾薬局」卸部門を切り離し、連結子会社として社名を「イヌイ薬品株式会社」に変更。塩野義製薬より上野邦雄が出向し、代表取締役専務に就任。
- 1979年（昭和54年）4月 - 本社を同社卸センター（鳥取市商栄町203-20）に移転。
- 1981年（昭和56年）11月 - 稲田薬品（鳥取県米子市）ならびに加藤二星堂（島根県出雲市）の両社卸部門の全株式を塩野義製薬が買い取り、イヌイ薬品を存続会社として合併。同時に社名を「サンコー薬品株式会社」と変更。
- 1998年（平成10年）7月 - 塩野義系の東京都の大森薬品・高田東栄薬品・宮城県のフタミ薬品・大阪府の天泉三丘薬品・大阪薬品・京都府の京西堂・和歌山県の和歌山薬品・鳥取県のサンコー薬品・徳島県のトクヤク・愛媛県の愛薬・福岡県の福岡薬品が合併しオオモリ薬品設立

## 営業所
- 島根県：松江市・出雲市・浜田市・益田市
- 鳥取県：米子市・倉吉市・鳥取市

## 主な取引メーカー
- 塩野義製薬
- エーザイ
- 住友製薬（現:大日本住友製薬）
- 山之内製薬（現:アステラス）
- 萬有製薬
- 協和発酵（現:協和発酵キリン）
- 日本ケミファ